# Lodovico Pavoni
Lodovico Pavoni (Brescia, Italië, 11 september 1784 - Saiano, nabij Brescia, Italië, 1 april 1849) is patroonheilige van de Zonen van Maria Onbevlekt (Pavonianen) en ambachtsscholen. Hij was priester, opvoeder en stichter van de Congregatie van de Zonen van Maria Onbevlekt.

## Leven en werk
Lodovico Pavoni werd geboren in Brescia en kreeg zijn theologische opleiding van de dominicaan Carlo Domenico Ferrari, de latere bisschop van Brescia. Hij werd in 1807 tot priester gewijd en richtte zich op de opvoeding en scholing van kansarme jongeren. In 1812 benoemde bisschop Gabrio Nava hem tot zijn secretaris, wat hem in staat stelde zijn educatieve projecten verder te ontwikkelen. In 1821 richtte hij het Instituut Sint-Barbara op, een tehuis en school voor arme jongens. Twee jaar later, in 1823, opende hij een school voor dove kinderen en een landbouwschool. 
Om zijn educatieve missie te ondersteunen, stichtte Pavoni in 1825 de religieuze gemeenschap van de Zonen van Maria Onbevlekt, ook wel bekend als de Pavonianen. Deze congregatie richtte zich op de opvoeding en beroepsopleiding van jongeren, met nadruk op rede, naastenliefde, preventie, geloof en arbeidsethos. Pavoni wordt vaak beschouwd als een voorloper van Giovanni Bosco vanwege zijn innovatieve benadering van jeugdonderwijs. 

## Verering
Lodovico Pavoni werd op 14 april 2002 zalig verklaard door paus Johannes Paulus II en op 16 oktober 2016 heilig verklaard door paus Franciscus. Zijn feestdag wordt gevierd op 1 april. 
De door Pavoni opgerichte congregatie, de Zonen van Maria Onbevlekt, blijft zijn missie voortzetten en is actief in landen zoals Brazilië, Colombia, Eritrea, Duitsland, Italië en Spanje.